# Лавина (роман)
Вижте пояснителната страница за други значения на Лавина.
„Лавина“ е роман на Блага Димитрова от 1971 г.
Романът се състои от три дяла – „Преди лавината“, „Лавината“ и „След лавината“. Разказа се за трагичната и героична съдба на група алпинисти, част от тях загиват в планината. Представят се човешките взаимоотношения, страховете, приятелството и любовта, страстта на катерачите да покорят висините и адреналина от това.
Романът е екранизиран през 1982 г. във филма на режисьорите Ирина Акташева и Христо Писков „Лавина“.